# North Tustin
|  | Dieser Artikel wurde aufgrund von inhaltlichen Mängeln auf der Qualitätssicherungsseite des Projektes USA eingetragen. Hilf mit, die Qualität dieses Artikels auf ein akzeptables Niveau zu bringen, und beteilige dich an der Diskussion! Eine nähere Beschreibung der zu behebenden Mängel fehlt. |

North Tustin, ehemals Tustin Foothills, ist ein census-designated place (CDP) im Orange County im US-Bundesstaat Kalifornien mit 25.718 Einwohnern (Stand: 2020). Die geographischen Koordinaten sind: 33,76° Nord, 117,79° West. Das Stadtgebiet hat eine Größe von 17,4 km².